# Âm dương nhãn
Âm dương nhãn (tiếng Trung: 陰陽眼/ Yīnyáng yǎn), đôi mắt âm dương hay linh thị (Reishi (Nhật: 霊視 Hepburn: Reishi)) là đôi mắt có khả năng nhìn được cả cõi âm và cõi dương, là một trong các loại nhãn thông (spiritual eyes, spiritual vision, clairvoyance).